# Athit Wisetsilp
Athit Wisetsilp (tiếng Thái: อาทิตย์ วิเศษศิลป์, sinh ngày 26 tháng 9 năm 1993) là một cầu thủ bóng đá người Thái Lan thi đấu ở vị trí tiền vệ trung tâm cho câu lạc bộ ở Thai League 2 Kasetsart.

## Sự nghiệp quốc tế
Athit giành chức vô địch Giải vô địch bóng đá U-19 Đông Nam Á với U-19 Thái Lan, và thi đấu ở Giải vô địch bóng đá U-19 châu Á 2012.

## Bàn thắng quốc tế

### U-19
| #  | Ngày                | Địa điểm                               | Đối thủ   | Tỉ số | Kết quả | Giải đấu                                  |
| -- | ------------------- | -------------------------------------- | --------- | ----- | ------- | ----------------------------------------- |
| 1. | 17 tháng 9 năm 2011 | Sân vận động Thuwunna, Yangon, Myanmar | Singapore | 2-0   | 3-0     | Giải vô địch bóng đá U-19 Đông Nam Á 2011 |
| 2. | 17 tháng 9 năm 2011 | Sân vận động Thuwunna, Yangon, Myanmar | Singapore | 3-0   | 3-0     | Giải vô địch bóng đá U-19 Đông Nam Á 2011 |
| 3. | 21 tháng 9 năm 2011 | Sân vận động Thuwunna, Yangon, Myanmar | Việt Nam  | 1-0   | 1-1     | Giải vô địch bóng đá U-19 Đông Nam Á 2011 |

## Danh hiệu

### Quốc tế
U-19 Thái Lan
- Giải vô địch bóng đá U-19 Đông Nam Á
  -  Vô địch (1); 2011